# Ко Сити (Оклахома)
Ко Сити (енгл. Kaw City) град је у америчкој савезној држави Оклахома.

## Демографија
По попису из 2010. године број становника је 375, што је 3 (0,8%) становника више него 2000. године.
| Група             | 2000.       | 2010.       |
| Белци             | 283 (76,1%) | 294 (78,4%) |
| Афроамериканци    | 1 (0,3%)    | 0 (0,0%)    |
| Азијати           | 0 (0,0%)    | 1 (0,3%)    |
| Хиспаноамериканци | 12 (3,2%)   | 10 (2,7%)   |
| Укупно            | 372         | 375         |